# 勒普莱西格拉穆瓦尔
勒普莱西-格拉穆瓦尔（法語：Le Plessis-Grammoire，法語發音：[lə plɛsi ɡʁamwaʁ] ⓘ）是法国曼恩-卢瓦尔省的一个市镇，位于该省中部偏北，属于昂热区。

## 地理
勒普莱西-格拉穆瓦尔（47°30'2"N, 0°25'48"W）面积9.14 平方千米，位于法国卢瓦尔河地区大区曼恩-卢瓦尔省，该省份为法国西部内陆省份，大致对应安茹地区，北起顺时针与马耶讷省、萨尔特省、安德尔-卢瓦尔省、维埃纳省、德塞夫勒省、旺代省、大西洋卢瓦尔省和伊勒-维莱讷省接壤。
与勒普莱西-格拉穆瓦尔接壤的市镇（或旧市镇、城区）包括：圣巴泰勒米当茹、安茹地区韦里耶尔、安茹地区里沃迪卢瓦、卢瓦尔-欧蒂永。
勒普莱西-格拉穆瓦尔的时区为UTC+01:00、UTC+02:00（夏令时）。

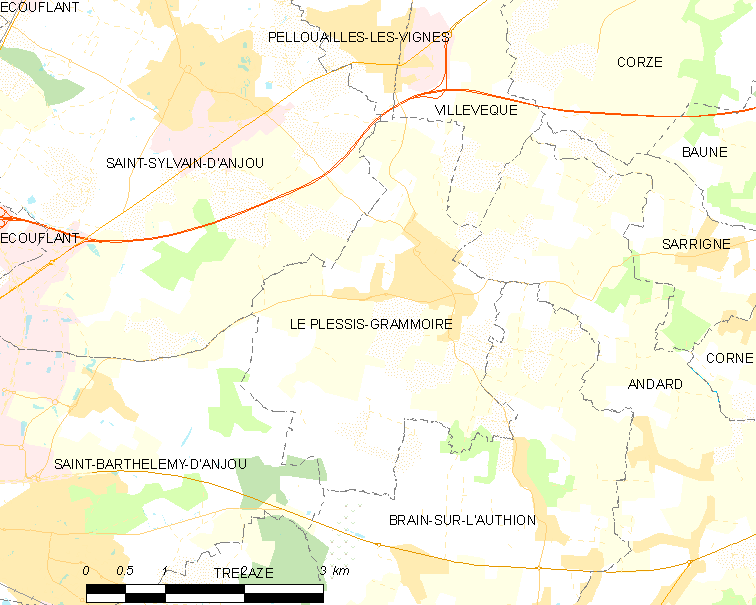
勒普莱西-格拉穆瓦尔的OSM定位图

## 行政
勒普莱西-格拉穆瓦尔的邮政编码为49124，INSEE市镇编码为49241。

## 政治
勒普莱西-格拉穆瓦尔所属的省级选区为昂热第七县。

## 人口

1962-2008年间勒普莱西-格拉穆瓦尔人口变化图示

勒普莱西-格拉穆瓦尔于2022年1月1日时的人口数量为2649人。